# 奧利希夫卡 (卡霍夫卡區)
46°37′2″N 33°50′41″E / 46.61722°N 33.84472°E
奧利希夫卡（烏克蘭語：Ольгівка）是位於烏克蘭南部的村莊，由赫爾松州卡霍夫卡區的塔夫里昌卡市鎮負責管轄。該村始建於1902年，面積7.2平方公里，海拔高度40米，2001年人口397，人口密度每平方公里55.5人。